# Círdan
Círdan Skibsbyggeren (Círdan er sindarin for skibsbygger/skibssmed) er en fiktiv person fra J.R.R. Tolkiens fortællinger om Midgård.
Han var herren af Falas i meget af den Første Alder og han har haft ringen Nayra. Han var med i kampen mod Harad.
Han gav ringen til Gandalf.